# Billing (Northamptonshire)
Billing is een civil parish in het bestuurlijke gebied Northampton, in het Engelse graafschap Northamptonshire met 8457 inwoners.